# Gudbrand Bøhn

Gudbrand Bøhn (Nes, 10 november 1839 – Oslo, 18 januari 1906) was een Noors violist, concertmeester en docent. De vioollessen kreeg hij met de paplepel ingegoten door zijn vader Ole Gulbrandsen Bøhn (1803-1882), boer maar ook violist. Later kreeg hij ook lessen van Niels Ursin (ook op het orgel) en zijn zoon Fredrik Ursin (viool). Verdere opleiding verkreeg hij aan het Conservatorium van Brussel bij Hubert Léonard en met een staatstoelage in Dresden.  
Hij stond centraal in de artistieke wereld van Noorwegen in de 19e eeuw. Hij organiseerde vanaf 1864 kamermuziekavonden, waarbij soms ook Henrik Wergeland aanwezig was. Hij was van 1866 tot 1899 concertmeester van het orkest van het Christianiatheater (het theater sloot toen). Hij was tevens als zodanig ook leider binnen een vroege voorloper van het Oslo Filharmoniske Orkester. Toen Johan Halvorsen leden zocht voor zijn orkest van het Nationaltheatret nam hij Bohn over (1899-1900). In het orkest van het Christianiatheater speelde ook Fredrik Ursin, met wie hij in het Kristiania Strijkkwartet speelde. Hij speelde tussen 1994 en 1983 regelmatig samen met pianiste Agathe Backer-Grøndahl. Al eerder had hij een verzoek om concertmeester te worden van een orkest in Uppsala afgewezen.
Zijn belangrijkste daden binnen de muziekwereld (als uitvoerend muzikant):
- hij speelde met Edward Grieg achter de piano de wereldpremière van diens Vioolsonate uit 1867,
- hij speelde onder leiding van Johan Svendsen diens Vioolconcert op 30 november 1872

Als docent had hij invloed op Arve Arvesen, Christian Sinding, Sigurd Lie, Michael Flagstad, Harald Heide, William Farre, Johan Svendsen en Johan Halvorsen.
Gudbrand Bøhn was gehuwd met Alvilde Solberg (1845-1916). Zij kregen een zoon, Sverre Olav Bøhn (1872-?).